# エレットラ (A 5340)
エレットラ（イタリア語: Elettra, A 5340）は、イタリア海軍の情報収集艦。公式の艦種は多用途支援艦（Nuova Unità Polivalente di Supporto, NUPS）。艦名はグリエルモ・マルコーニの娘エレットラに由来し、この名を受け継いだイタリア軍艦としては2代目にあたる。同型艦はない。
設計面では、北大西洋条約機構の海洋観測艦「アライアンス」の発展型となっている。
主たる任務は戦略的情報収集任務で、電磁および音響情報の収集、解析のほか海底研究の支援や後方支援業務も行う。

## 艦歴
「エレットラ」は、フィンカンティエリリヴァ・トリゴソ造船所で建造され、2002年8月24日にマルコーニの娘プリンチペッサ・エレットラ・マルコーニにより命名・進水し、2003年4月2日に就役する。
遠洋部隊司令部に配属されラ・スペツィア海軍基地を母港にしている。